# Петровка (Троицкий район)
Петровка — село в Троицком районе Алтайского края. Административный центр Петровского сельсовета.

## География
Расположено на берегах реки Петровки. Абсолютная высота — 244 метра над уровнем моря.
Климат
Климат характеризуется как континентальный, с продолжительной холодной зимой и коротким тёплым летом. Средняя температура самого тёплого месяца (июля) составляет 19 °С. Средняя температура самого холодного месяца (января) — −18 °С (абсолютный минимум — −50 °С). Годовое количество осадков — 300—350 мм. Продолжительность периода с устойчивым снежным покровом составляет 160 −170 дней.

## История
Основано в 1803 году. В 1926 году в селе Петровском имелось 861 хозяйство и проживал 4371 человек (2078 мужчин и 2293 женщины). В национальном составе населения того периода преобладали русские. Действовали школа I ступени, библиотека, изба-читальня, кредитное товарищество и лавка общества потребителей. В административном отношении являлось центром Петровского сельсовета Больше-Реченского района Бийского округа Сибирского края.

## Население
| 1926  | 1997  | 1998  | 1999  | 2000  | 2001  |
| ----- | ----- | ----- | ----- | ----- | ----- |
| 4371  | ↘1167 | ↗1181 | ↗1194 | ↘1173 | ↘1118 |
| 2002  | 2003  | 2004  | 2005  | 2006  | 2007  |
| ↘1078 | ↘1060 | ↘1045 | ↗1065 | ↘1011 | ↘1005 |
| 2008  | 2009  | 2010  | 2011  | 2012  | 2013  |
| ↘975  | ↘941  | ↘742  | ↘736  | ↘722  | ↗729  |

Национальный состав
Согласно результатам переписи 2002 года, в национальной структуре населения русские составляли 97 %.